# شهرستان کادینگتون (داکوتای جنوبی)
شهرستان کادینگتون، داکوتای جنوبی (به انگلیسی: Codington County, South Dakota) یک سکونتگاه مسکونی در ایالات متحده آمریکا است که در داکوتای جنوبی واقع شده‌است.

## خصوصیات
شهرستان کادینگتون ۱٬۸۵۷ کیلومترمربع مساحت دارد.